# Celsiella vozmedianoi
Celsiella vozmedianoi е вид жаба от семейство Centrolenidae.

## Разпространение
Видът е разпространен във Венецуела.